# Franciszek Żymirski
Franciszek Żymirski herbu Jastrzębiec (ur. 5 października 1778 lub 1779 w Krakowie, zm. 25 lutego 1831 w Warszawie) – generał polski, dowódca 2 dywizji piechoty, kawaler orderu Virtuti Militari.

## Życiorys

### Młodość, insurekcja kościuszkowska, konspiracja popowstaniowa
Pochodził ze zubożałej rodziny szlacheckiej o tradycjach wojskowych. Brał udział w insurekcji kościuszkowskiej, 21 X 1794 awansował na porucznika w 2. Regimencie Grenadierów Krakowskich, co – z uwagi na brak koneksji rodzinnych i młody wiek – dobrze świadczy o zdolnościach wojskowych Żymirskiego. Po upadku powstania przekradł się do Galicji i rozpoczął działalność jako emisariusz w Centralizacji Lwowskiej. Podczas jednej z misji – do Konstantynopola – na skutek donosu konfidenta wpadł w krąg zainteresowań agentów policji austriackiej. Po powrocie do Galicji został aresztowany, ale zdążył zniszczyć kompromitujące materiały, a w czasie przesłuchania złożył zręczne zeznania i został zwolniony . Władze austriackie szybko zdały sobie sprawę z błędu, ale Żymirski nie dał się złapać drugi raz. Na początku 1797 wraz z Michałem Kleofasem Ogińskim udali się do Paryża  zręcznie unikając ścigających ich Austriaków.

### Legiony, San Domingo, powrót do Europy
Od 1797 w Legionach Polskich. Był w grupie 30 oficerów przedstawionych Napoleonowi do awansu 27 V 1797 i 1 VI otrzymał stopień kapitana oraz dowództwo kompanii piechoty w V batalionie 2 Legii a po reorganizacji Legionów w lipcu 1797 w II batalionie 2 Legii . Wziął udział w walkach pod Legnano, Weroną i w oblężeniu Mantui. Po kapitulacji twierdzy przebywał w niewoli 10 miesięcy w ciężkich warunkach w Leoben . Po powrocie z niewoli awansowany na kapitana II klasy i przydzielony do V batalionu Legii Włoskiej. Uczestniczył w blokadzie Ferrary . W grudniu 1801 po reorganizacji Legii Włoskiej przydzielony do 2 Batalionu w utworzonej 2 Półbrygadzie Polskiej, którą po przemianowaniu w 114 Półbrygadę Piechoty Liniowej Francuskiej, Napoleon skierował do tłumienia powstania na Saint-Domingue. W 1803 uczestniczył w walkach na wyspie, a po wzięciu do niewoli trafił do angielskiego obozu na Jamajce, skąd po zwolnieniu, przez Stany Zjednoczone powrócił w lutym 1804 do Europy. 
W 1805 wziął udział w bitwie pod Ulm.

### Księstwo Warszawskie
Od marca 1807 w randze podpułkownika. Wziął udział w oblężeniu Grudziądza. Za udział w kampanii 1807 otrzymał krzyż Virtuti Militari. W wojnie z Austrią w 1809 walczył w bitwie pod Raszynem. Za zasługi dostał awans na majora 5 pułku oraz dowództwo twierdzy częstochowskiej . W kwietniu 1811 awansowany został na stopień pułkownika i nominowany na dowódcę 13 pułku piechoty stacjonującego w Zamościu .

### Królestwo Polskie
Awans do stopnia generała brygady otrzymał w czerwcu 1817, a na generała dywizji w 1830. W tym samym roku został Nagrodzony Znakiem Honorowym za 30 lat służby. Odznaczony Orderem Świętego Stanisława II klasy w 1819 roku

### Powstanie listopadowe i wojna polsko-rosyjska 1831
W noc listopadową 1830 wyprowadził swój pułk gwardii na plac apelowy i czekał na ukonstytuowanie się władz powstańczych. Nie zezwolił podwładnym na aktywne wystąpienie po stronie powstańców, ale jednocześnie odmówił Konstantemu użycia pułku do tłumienia powstania. W bitwie o Olszynkę Grochowską dowodził 2 Dywizją Piechoty, broniącą kluczowej pozycji. Dywizja poniosła ogromne straty, ale przez wiele godzin powstrzymywała gwałtowne ataki rosyjskie. W czasie krwawego boju gen. Żymirski został śmiertelnie ranny (kula armatnia oberwała mu ramię).
Według lokalnej tradycji gen. Żymirski zmarł przy krzyżu na rozwidleniu ówczesnej Szosy Brzeskiej (obecna ul. Grochowska) i drogi do Gocławia (ul. Grenadierów), stąd prostopadła do Grochowskiej ul. Międzyborska miała go do 1950 za swojego patrona. W rzeczywistości po zniesieniu z pola bitwy został przewieziony do lazaretu powstańczego urządzonego w Salach Redutowych Pałacu Krasińskich. Tam po operacji amputacji wykonanej przez doktora Sturmmera , lekarza naczelnego WP, przeniesiono go do jego domu (naprzeciw Pałacu Krasińskich) gdzie zmarł w otoczeniu rodziny około godziny 17.
Jego prawnukiem był Władysław Żymirski.

## Upamiętnienie
Od 1969 imię gen. Żymirskiego nosi ulica znajdująca się na terenie obecnej warszawskiej dzielnicy Praga-Południe, na osiedlu Przyczółek Grochowski. Generał jest również jest patronem Szkoły Podstawowej nr 254.
W Alei Chwały na warszawskiej Pradze przy ulicy Traczy jest poświęcony mu głaz:

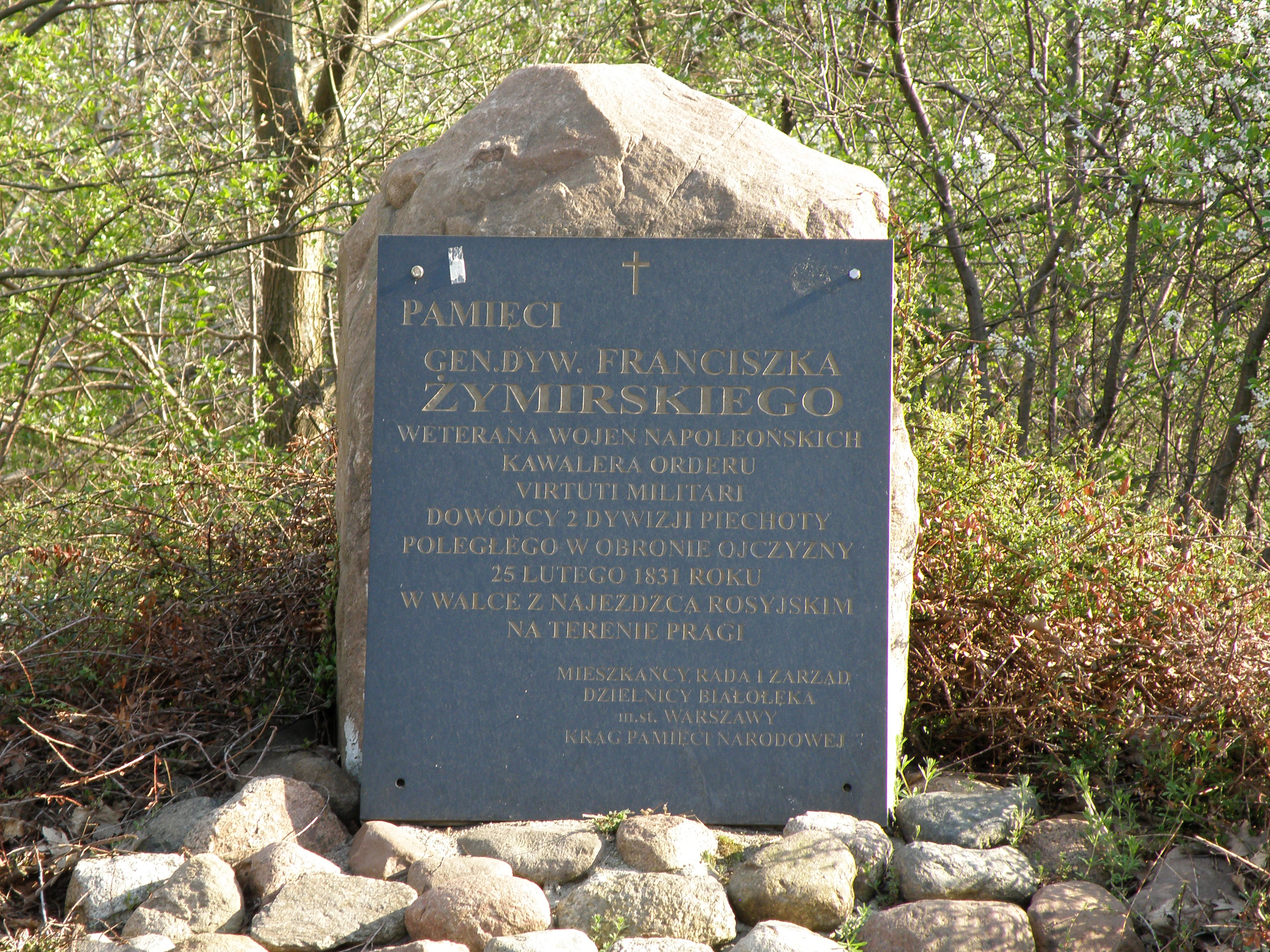